# Barranc d'Arinyolo
El barranc d'Arinyolo és un barranc afluent del Flamisell. Pertany al terme de la Torre de Cabdella, dins del seu antic terme primigeni.
Baixa de nord-est a sud-oest, des de la carena de la Serra de la Mainera, cap al lloc on és emplaçada la Central de Cabdella.